# Corona (pivo)
Corona Extra (španělsky koruna, také Coronita Cerveza) je značka mexického piva, které se vyrábí v pivovaru Modelo v hlavním městě Mexico City.

## Druhy piva značky Corona
- Corona Extra ležák s obsahem alkoholu 4,5 %.

Je to spodně kvašené světlé pivo původně oblíbené mezi spodní vrstvou obyvatel Mexika, nyní se vyrábí především pro export do zahraničí. Vaří se z vody, kukuřice, rýže, chmele, kvasnic a kyseliny askorbové. Má světle slámovou barvu a velmi jemnou chuť s malou chmelovou hořkostí. Ročně se jej vyrobí až 4,6 miliardy litrů.
Piva Corona vaří pivovary společnosti Grupo Modelo, která byla založena roku 1925. Pivovar je jedním z nejznámějších producentů alkoholu v Mexiku.

## Česko
Do Česka dováží Coronu Pivovary Staropramen.